# تود وارتون
تود وارتون (بالإنجليزية: Todd Wharton)‏ (8 فبراير 1994 بريتشموند في الولايات المتحدة - ) هو لاعب كرة قدم أمريكي في مركز الوسط. لعب مع Fredericksburg FC ‏ وRio Grande Valley FC Toros ‏ وCapital FC ‏.

## وصلات خارجية
- تود وارتون على موقع الدوري الأمريكي (الإنجليزية)
- تود وارتون على موقع قاعدة بيانات كرة القدم.إي يو (الإنجليزية)
- تود وارتون على موقع Soccerway.com (الإنجليزية)